# نت‌اسکات
نت‌اسکات (انگلیسی: NetScout) شرکت فناوری اطلاعات آمریکایی است، که در سال ۱۹۸۴ تأسیس شد.